# Estádio Pedro Lyra Pessoa
Estádio Pedro Lyra Pessoa – stadion piłkarski w Ji-Paraná, Rondônia, Brazylia, na którym swoje mecze rozgrywa klub Esporte Clube Vera Cruz.